# Had It All
«Had It All» — перший сингл другого студійного альбому американської співачки Кетрін МакФі — «Unbroken». В США пісня вийшла 25 серпня 2009.

## Список пісень
1. «Had It All» — 3:04

## Музичне відео
Режисер відеокліпу К'юріл Гуйот (англ. Cyril Guyot), зйомки проходили у Саугусі, Каліфорнія 19 серпня 2009. Прем'єра відбулась на «Yahoo Music» 13 жовтня 2009.

## Чарти
| Чарт (2009)                       | Місце |
| --------------------------------- | ----- |
| U.S. Billboard Adult Contemporary | 22    |

## Продажі
Станом на лютий 2010 було продано понад 25,000 копій по США.